# Vulkan-Zwergspitzmaus
Die Vulkan-Zwergspitzmaus (Sylvisorex vulcanorum) ist eine Spitzmausart aus der Gattung der Wald-Moschusspitzmäuse (Sylvisorex). Sie kommt in den Vulkanregionen von Burundi, Uganda, der Demokratischen Republik Kongo und Ruanda vor.

## Merkmale
Die Vulkan-Zwergspitzmaus ist eine winzige bis sehr kleine Spitzmausart mit einem verhältnismäßig langen Schwanz. Sie ist die kleinste Art der Gattung und erreicht eine Kopf-Rumpf-Länge von 43 bis 56 mm. Die Schwanzlänge beträgt 47 bis 51 mm, die Hinterfußlänge 10 bis 11 mm und die Ohrenlänge 6 bis 7 mm. Das Gewicht von zwei untersuchten Exemplaren beträgt je 3,5 g. Die Schädellänge beträgt 15,5 bis 16,1 mm und die Schädelbreite 7,7 bis 7,9 mm. Die gesamte Länge der oberen Zahnreihe vom ersten Schneidezahn bis zum dritten Mahlzahn beträgt 6,5 bis 6,8 mm. Das Fell ist weich und fein. Die Fellhaare sind 3 bis 4 mm lang. Das Rückenfell ist dunkel sepiabraun bis schwarzbraun. Die Haare sind grau mit einer sepiabraunen Spitze. Die Farbe des Bauchfells ähnelt der des Rückenfells. Sie ist jedoch etwas grauer und einige Haare weisen weiße Spitzen auf. Der Kopf ist ähnlich gefärbt wie die Oberseite. Die kleinen Ohren sind leicht vom Fell verdeckt. Die Vorder- und Hintergliedmaßen sind dunkel pigmentiert. Der Schwanz, der nahezu die Kopf-Rumpf-Länge erreicht, ist dunkel mit vielen kleinen schwarzen Borsten. Die Hirnschale ist leicht gewölbt. Der erste obere Schneidezahn ist kurz und leicht hakenförmig. Der dritte obere Mahlzahn ist breit. Die Anzahl der Zitzen ist nicht bekannt.

## Verbreitungsgebiet und Lebensraum
Das Verbreitungsgebiet erstreckt sich von den benachbarten Gebirgen des Albert-Grabens in der östlichen Demokratischen Republik Kongo über das südwestliche Uganda bis nach Ruanda und Burundi, wo sie parapatrisch mit Grants Wald-Moschusspitzmaus (Sylvisorex granti) vorkommt. Die Vulkan-Zwergspitzmaus bewohnt Bergwälder, insbesondere Feuchtwälder und Bambuswälder, und Sümpfe in Höhenlagen von 1780 bis 3100 m. Im Kahuzi-Biega-Nationalpark in der Demokratischen Republik Kongo wurden Tiere in 2000 bis 2500 m Höhe beobachtet, im Vulkan-Nationalpark in Ruanda in 2810 bis 2980 m Höhe.

## Lebensweise
Über die Lebensweise der Vulkan-Zwergspitzmaus ist nur wenig bekannt. Der lange Schwanz lässt vermuten, dass sie ans Klettern angepasst ist.

## Systematik
Die Vulkan-Zwergspitzmaus ist eine Art aus der Gattung der Wald-Moschusspitzmäuse (Sylvisorex) innerhalb der Familie der Spitzmäuse (Soricidae). Ihre Schwesterart stellt möglicherweise die erst 2009 entdeckte Form Sylvisorex silvanorum dar, die aber im Bamenda-Hochland in Kamerun beheimatet ist.

## Status
Die Vulkan-Zwergspitzmaus wird in der IUCN Red List in der Kategorie „potentiell gefährdet“ (near threatened) gelistet. Vor allem in niedrigen Höhenlagen führen der Holzeinschlag und die Schaffung von Agrarflächen zum Lebensraumverlust. Die Vulkan-Zwergspitzmaus lebt in einer Reihe von Schutzgebieten, darunter im Vulkan-Nationalpark in Ruanda.